# 崔赫宸
崔 赫宸（さい かくしん、ツイ・へチェン、英語: Cui Hechen、2002年8月10日 - ）は、中華人民共和国の男子バドミントン選手。

## 経歴
2023年までは、同世代の孫文駿とペアを組み、ベトナム・インターナショナルで準優勝などを果たす。
2024年からは彭建欽とペアを組む。
同年の瑞昌マスターズでは、ベスト4入りを果たした。